# Tipula (Vestiplex) saccai
Tipula (Vestiplex) saccai is een tweevleugelige uit de familie langpootmuggen (Tipulidae). De soort komt voor in het Palearctisch gebied.